# Christian Malcolm
Christian Sean Malcolm (* 3. června 1979, Newport, Wales) je bývalý velšský atlet, sprinter. 

## Kariéra
Úspěchy začal sbírat již v juniorských kategoriích. V roce 1997 na ME juniorů ve slovinské Lublani získal dvě zlaté (200 m, 4×100 m) a jednu stříbrnou medaili (100 m). O rok později se stal v Annecy juniorským mistrem světa v běhu na 100 i 200 metrů.
Na druhém ročníku ME do 23 let 1999 ve švédském Göteborgu vybojoval kompletní sadu medailí (bronz - 100 m, stříbro - 200 m, zlato - 4×100 m). V roce 2000 se stal ve belgickém Gentu halovým mistrem Evropy v běhu na 200 metrů a na stejné sprinterské trati se probojoval do finále na letních olympijských hrách v Sydney, kde doběhl v čase 20,23 s na 5. místě.
Na halovém MS 2001 v Lisabonu si doběhl v čase 20,76 s pro stříbrnou medaili. O 13 setin sekundy byl rychlejší jen Američan Shawn Crawford. Na světovém šampionátu v kanadském Edmontonu v témže roce skončil ve finálových bězích pátý (200 m) a šestý (100 m).
Další halový úspěch zaznamenal v roce 2002 na evropském šampionátu ve Vídni, kde skončil stříbrný. Na ME v atletice 2002 v Mnichově doběhl ve finále dvoustovky těsně pod stupni vítězů na 4. místě v čase 20,30 s. Bronz vybojoval Brit Marlon Devonish, který byl o šest setin rychlejší.
V roce 2008 reprezentoval na letních olympijských hrách v Pekingu, kde původně doběhl ve finále běhu na 200 metrů v čase 20,40 s na 7. místě. Později však byli diskvalifikováni Churandy Martina z Nizozemských Antil a Američan Wallace Spearmon a Malcolm se posunul na konečné 5. místo. Stříbro na téže trati získal na evropském šampionátu 2010 v Barceloně, kde v cíli prohrál o jednu setinu s Francouzem Lemaitrem.
Na světovém šampionátu v jihokorejském Tegu v roce 2011 skončil ve třetím semifinálovém běhu na 5. místě (20,88 s), celkově obsadil patnáctou pozici a do finále nepostoupil. V semifinále skončil také na letních olympijských hrách v Londýně, kde byl celkově jedenáctý.

### Osobní rekordy
- 100 m – 10,09 s – 4. srpna 2001, Edmonton
- 200 m – 20,08 s – 8. srpna 2001, Edmonton
- 200 m (hala) – 20,54 s – 26. února 2000, Gent